# Federação das Congregações Reformadas Antigas
A Federação das Congregações Reformadas Antigas (FCRA) (em holandês: Federatie van Oud Gereformeerde Gemeenten) formaram uma denominação reformada na Holanda, em 1922, pela união de grupos dissidentes da Igreja Reformada Neerlandesa e da Igreja Reformada Sob a Cruz. Em 1948, a FRCA se uniu às Congregações Reformadas Antigas para formar as atuais Congregações Reformadas Antigas na Holanda.

## História
Em 1922, as Congregações Unidas (Vereenigde Gemeenten), algumas congregações independentes, que se separam da Igreja Reformada Sob a Cruz e os Amigos da Verdade (Vrienden der Waarheid) se uniram para formar a Federação das Congregações Reformadas Antigas (FCRA). 
Em 1948, a FCRA se uniu às Congregações Reformadas Antigas e formaram as atuais Congregações Reformadas Antigas na Holanda.